# Belleray
 Belleray  es una localidad y comuna de Francia, en la región de Lorena, departamento de Mosa, en el distrito de Verdún y cantón de Verdún Centro.
Su población en el censo de 1999 era de 439 habitantes.
Está integrada en la Communauté de communes du Val de Meuse et de la Vallée de la Dieue.

## Demografía
| 281 | 280 | 379 | 510 | 513 | 439 |
| Para los censos de 1962 a 1999 la población legal corresponde a la población sin duplicidades (Fuente: INSEE [Consultar]) |     |     |     |     |     |